# Mathieu Ossendrijver
Mathieu Antonius Joannes Hendrikus Ossendrijver  (* 1967) ist ein niederländischer Altorientalist, Wissenschaftshistoriker und Astrophysiker.

## Leben
Mathieu Ossendrijver studierte zunächst Astronomie und theoretische Physik an der Universität Utrecht. Dort schloss er sein Studium der Astrophysik 1996 mit einer Dissertation über Sonnen- und Sterndynamotheorie ab und war dann am Kiepenheuer-Institut für Sonnenphysik in Freiburg im Breisgau beschäftigt. Sein Studium der Assyriologie an der Universität Tübingen schloss er 2010 mit einer Dissertation über babylonische astronomische Verfahrenstexte ab. Zwischen 2013 und 2018 hatte er eine Juniorprofessor für Wissenschaftsgeschichte der Antike an der Humboldt-Universität zu Berlin inne. Seit 2021 ist er Professor für Wissenschaftsgeschichte des Alten Orients an der FU Berlin.
Ossendrijvers Forschungsinteressen sind babylonisches wissenschaftliches Wissen und die ihm zugrunde liegenden Konzepte, insbesondere aus den astralen Wissenschaften (Astronomie, Astrologie) und der Mathematik; kontextuelle und soziologische Aspekte der babylonischen und griechisch-römischen Wissenschaft; kulturübergreifende Veränderungen des Wissens zwischen Babylonien, Ägypten und der griechisch-römischen Welt.
Mitte Juni 2024 forderte Ossendrijver mit mehreren tausend weiteren Professoren und Dozenten den Rücktritt der Bildungs- und Forschungsministerin Bettina Stark-Watzinger aufgrund ihrer Erwägungen zur Sanktionierung von Hochschulangehörigen.

## Schriften (Auswahl)
- Fluctuations and energy balance in solar and stellar dynamos. 1996, OCLC 917329090.
- Babylonian mathematical astronomy. Procedure texts. Springer, Heidelberg 2012, ISBN 978-1-4614-3781-9 (= Dissertation).

als Herausgeber
- mit John Steele: Studies on the Ancient Exact Sciences in Honor of Lis Brack-Bernsen (= Berlin Studies of the Ancient World. Band 44). Edition Topoi, Berlin 2017, ISBN 978-3-9816384-5-5 (Digitalisat).
- Scholars, Priests, and Temples: Babylonian and Egyptian Science in Context. Sonderheft des Journal of Ancient Near Eastern History. Band 8, Heft 1–2, 2021 (online, mit Paywall).